# Fredensborg-Humlebæk

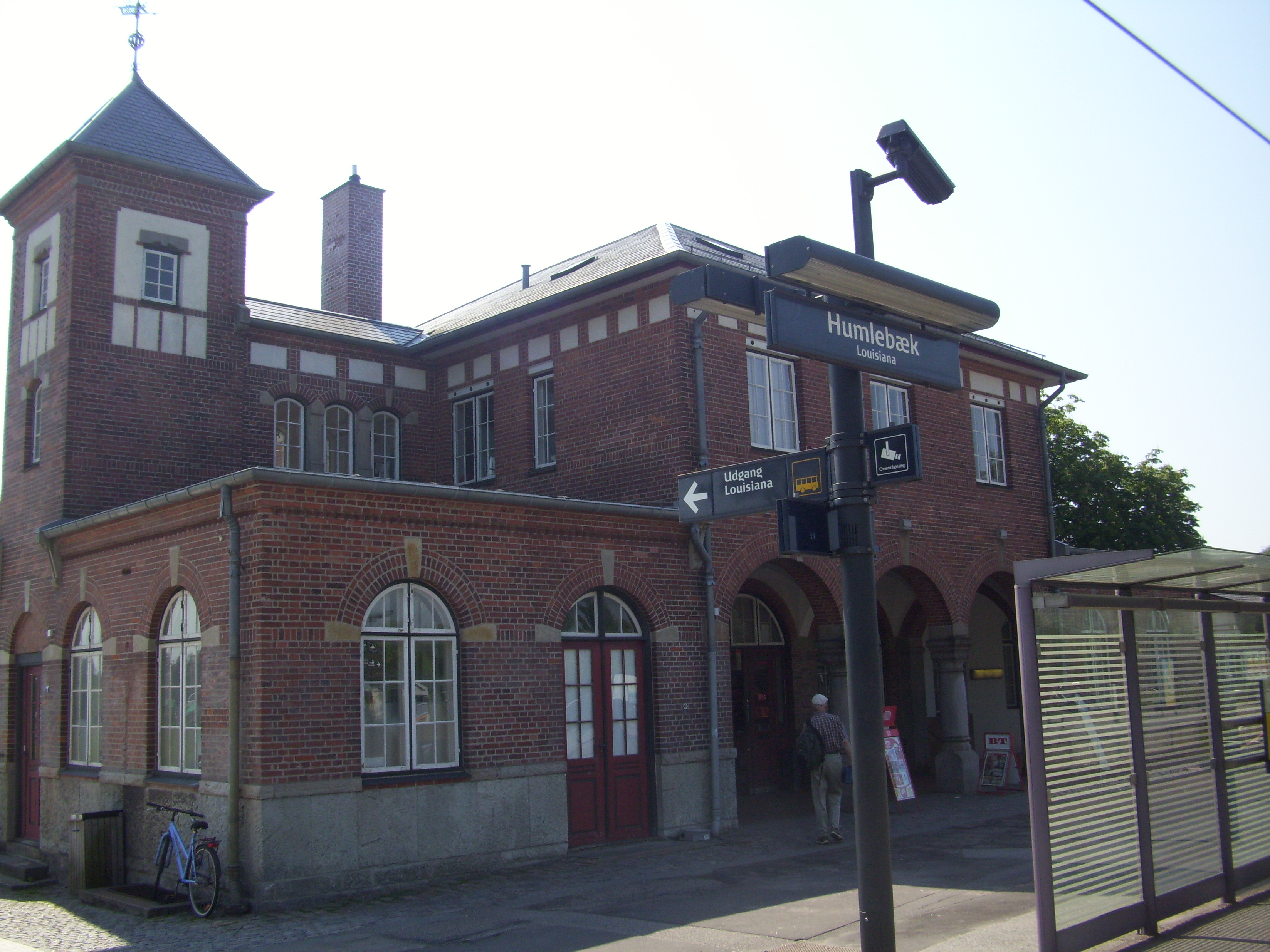
Estação ferroviária de Humlebaek

Fredensborg-Humlebæk é um município da Dinamarca, localizado na região oriental, no condado de Frederiksborg. O Palácio de Fredensborg é uma atração do município.
O município tem uma área de 72 km² e uma população de 19 978 habitantes, segundo o censo de 2004.